# Viller Mühle
Die Viller Mühle ist eine stillgelegte Öl- und Getreidemühle in Goch, die in der heutigen Form etwa 1870 erbaut wurde und als Museum, Veranstaltungsort und „Markt der vergessenen Waren“ im Privatbesitz des Puppenspielers Heinz Bömler genutzt wird. Die Mühle steht unter Denkmalschutz.

## Lage
Die Viller Mühle befindet sich im Ortsteil Kessel der Stadt Goch im Kreis Kleve, Nordrhein-Westfalen, und liegt in unmittelbarer Nähe zum Fluss Niers. Die westliche Grenze des Ortes Kessel ist gleichzeitig die Grenze zu den Niederlanden mit den Ortschaften Ottersum und Gennep. Im Nordwesten begrenzt der Reichswald den Ort.

## Geschichte
Der Ort Viller wurde bereits 751/52 in einer Schenkungsurkunde der Abtei Echternach erwähnt. 1291 verkaufte ein Verwandter der Grafen von Geldern, Johann von Malberg, mit mehreren Gütern zwischen Gennep und Goch auch den Hof Hommersum an das Kloster Graefenthal. Zu diesem Hof gehörte die Viller Mühle. Die Mühle wurde mehrfach im 14. und 16. Jahrhundert erwähnt. Bei einer Flussinspektion und Mühlenschau am 28. August 1600 sind in Viller Korn- und Ölmühle genannt. Auch im 17. und 18. Jahrhundert taucht die Mühle in mehreren Urkunden auf. Mit der Säkularisation und Versteigerung der klösterlichen Gebäude 1802 wechselt auch die Mühle in Privathand, wurde zunächst verpachtet und schließlich 1806 an den Schankwirt Peter van Bergen für 10.000 Franken versteigert. 1849 war die Mühle noch im Eigentum der Erben von Lim. Spätestens 1853 war Peter Frans Mathysen Mühlenbesitzer. Er ließ ein drittes Wasserrad als separaten Antrieb für eine auch zuvor schon im Zusammenhang mit der Ölmühle betriebene Sägemühle anbringen. Die Gebrüder Johann und Ludwig Mathysen gelten als Neubegründer der Viller Mühle. Mit dem Antrag auf einen dritten Mahlgang 1869 ist möglicherweise das Baujahr des Mühlentraktes überliefert. 1877 stellten die Gebrüder Mathysen Antrag auf Anlage einer schmalspurigen Pferdebahn von der Viller Mühle zur Boxteler Bahn. Sie hatten sich auch gegenüber der Bahngesellschaft bereit erklärt, die Gebäude am neu einzurichtenden Haltepunkt Hassum zu bauen. Die NBDS nahm den neuen Bahnhof am 8. November 1877 in Betrieb. Die Mühle hatte auf dem Bahnhofsgelände ein Anschlussgleis, auf dem Güter in ihre Schmalspurwagen umgeladen werden konnten. Transportiert wurden mit der Bahn Getreide, Ölsaaten und Kohle.
1890 entstand das dem Mühltrakt vorgelagerte Wohnhaus und 1898 wurde das Kesselhaus für einen Zweiflammrohrkessel der Firma Jacques Piedboef als Ersatz für ein älteres Kesselhaus erbaut. Für 1912 ist der Bau eines neuen Schornsteins überliefert, und vermutlich entsteht in dieser Zeit in zwei Bauabschnitten auch der Silotrakt. Nachdem die Schrot- und Ölmühle 1913 total niederbrannte, musste deren Gebäude erneuert werden.
Die Zahl der Beschäftigten stieg in dieser Zeit sprunghaft von 27 in den Jahren 1911/12 auf 45 in den Jahren 1913/14. Im Ersten Weltkrieg fiel die Arbeiterzahl wieder auf 30 und später auf 28.
Die Viller Mühle wurde seit 1930 nur noch mit Dampf und Strom betrieben. Mit Begradigung der Niers war die Mühle seit 1933 von der Antriebskraft Wasser abgeschnitten. 1940 wurde der Betrieb der Ölmühle eingestellt, 1972 auch die Getreidemühle gegen eine Stilllegungsprämie der Bundesregierung. Von da an wurden die Gebäude lediglich als Produktionsstätte und Lager für Tierfutter genutzt. Im Jahr 1994 erwarb der Puppenspieler Heinz Bömler die Viller Mühle und führte umfangreiche Instandsetzungsarbeiten durch, da die Gebäude nach der Stilllegung 1972 kaum noch gepflegt wurden. Im Jahr 2000 wurde die Anlage der Viller Mühle unter Denkmalschutz gestellt.

## Bedeutung
Mit der urkundlichen Erwähnung 1291 gehört die Viller Mühle zu den ältesten am Niederrhein. Die aufstehenden Gebäude überliefern den Standort dieser Mühle und sind daher in orts- und regionalgeschichtlicher Hinsicht von Bedeutung.
In Architektur und Technik gehört das rezente Objekt einer späteren Technologiestufe an, die in England Ende des 18. Jahrhunderts und in Deutschland mit der ersten Dampfmühle 1822 in Berlin begann. Im Zuge der Industrialisierung entstanden immer zahlreichere Dampfmühlen, die den althergebrachten Wind- und Wassermühlen heftige Konkurrenz bereiteten und das vielbeklagte Mühlensterben bewirkten. Die Dampfmühle war mit ihrem zentralen Antriebselement, den Transmissionswellen und -riemen wie eine Fabrik aufgebaut. Die aus dem Antriebssystem und der Fördertechnik noch zahlreichen Elemente in der Viller Mühle verweisen auf den fabrikmäßigen Betrieb und sind bedeutend für die Entwicklung der Arbeits- und Produktionsverhältnisse. Sie sind umso wertvoller, als in anderen Fabriken durch Modernisierungen solche Elemente heute nicht mehr erhalten sind. Durch die abseitige, ländliche Lage hat sich dadurch für die industriearchäologische Forschung in Goch ein wertvolles Objekt erhalten.
Die Dampfmühlen des 19. Jahrhunderts bereicherten das Landschaftsbild, besonders des flachen Landes, mit ihren schmalen, hohen Bauten um einen ungewohnten Zug. In der architektonischen Detailgestaltung ist die Viller Mühle ein typisches Zeugnis des späten 19. Jahrhunderts. Es ist eine sachliche Formensprache, die noch gespeist wird aus dem im Klassizismus begründeten Rundbogenstil und zugleich in ihrer kubischen Schlichtheit die Moderne vorbereitet. Bemerkenswert ist die große Anzahl erhaltener Architekturdetails, wie z. B. die gusseisernen Fenster und Treppen. Insofern ist die Viller Mühle ein Dokument für den Wandel des Landschaftsbildes und die wesentlich vom Industriebau geprägte Entwicklung der Architektur auf dem Weg zur Moderne.

## Aktuelle Nutzung
In der Viller Mühle befindet sich heute Bömlers umfangreiche Sammlung alter Läden und Kuriositäten. Daneben gibt es verschiedene gastronomische Einrichtungen und Tagungsstätten. Im Sacklager der Mühle finden regelmäßig Veranstaltungen und Aufzeichnungen der Kabarett-Reihe Hart an der Grenze in Zusammenarbeit mit dem WDR statt.

## Denkmalbeschreibung
Die Viller Mühle ist unter Nr. 50, Kessel, Viller 32, in die Denkmalliste der Stadt Goch eingetragen.

## Galerie

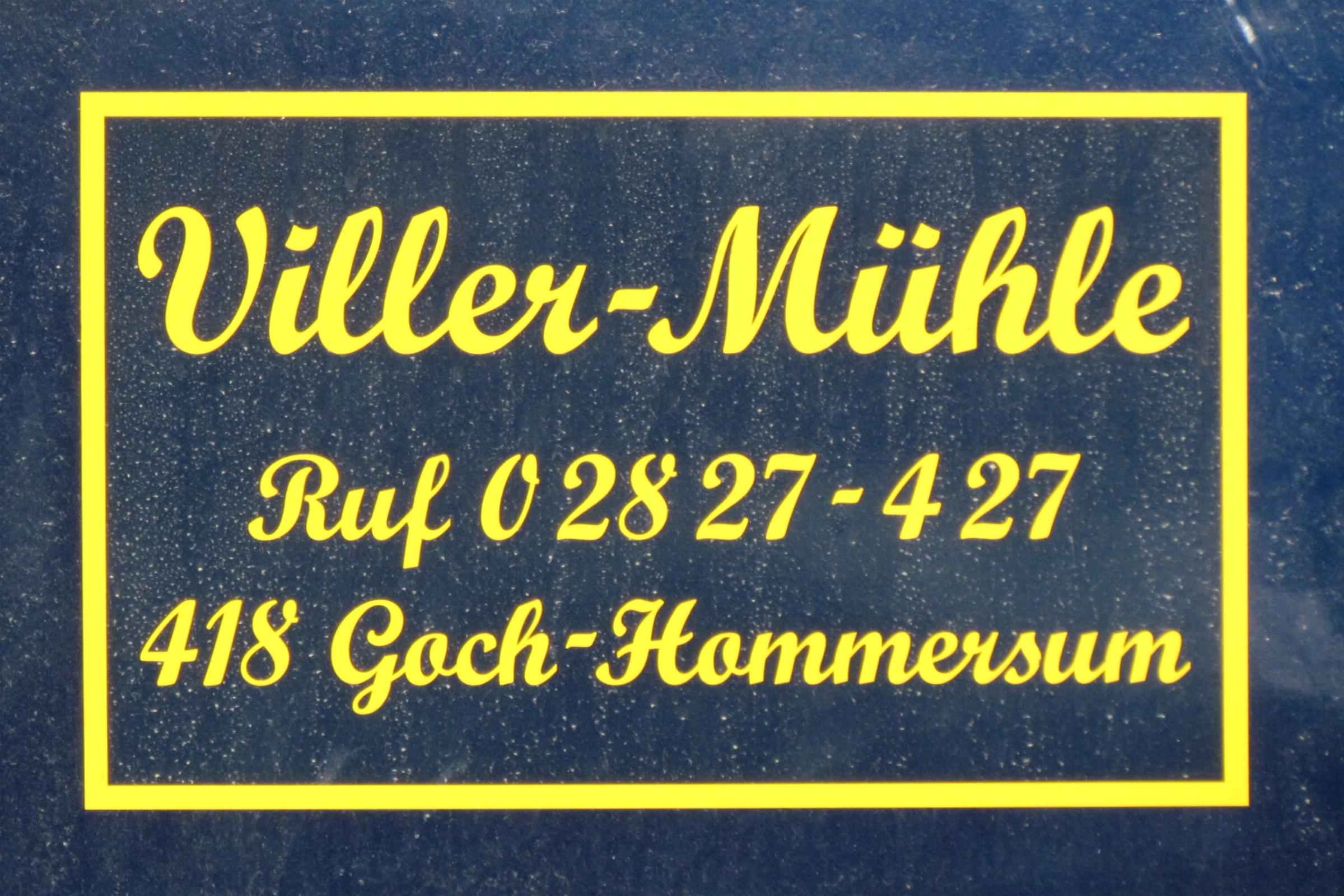
Hinweistafel Viller Mühle
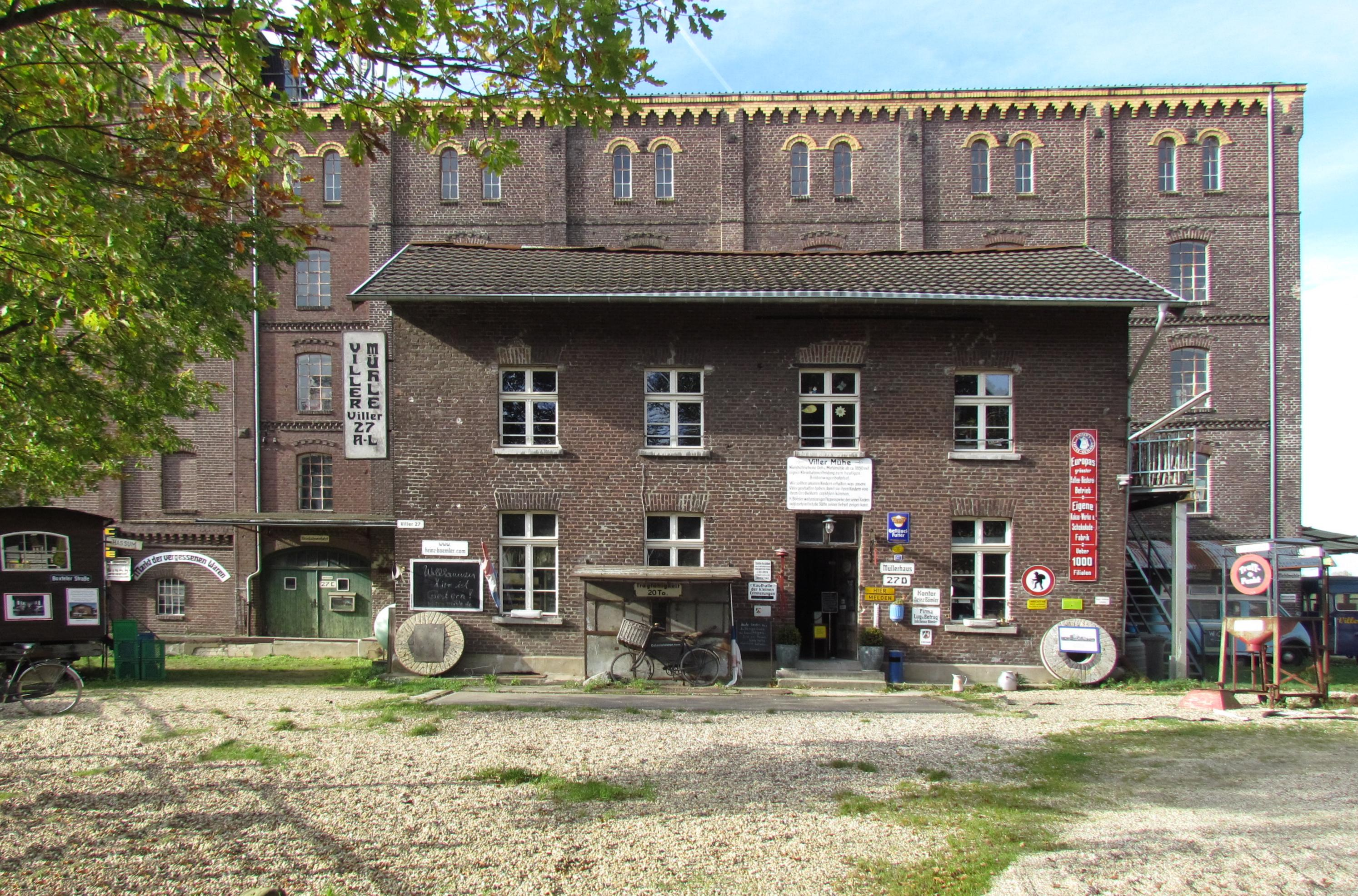
Gebäude der Viller Mühle im Jahre 2013
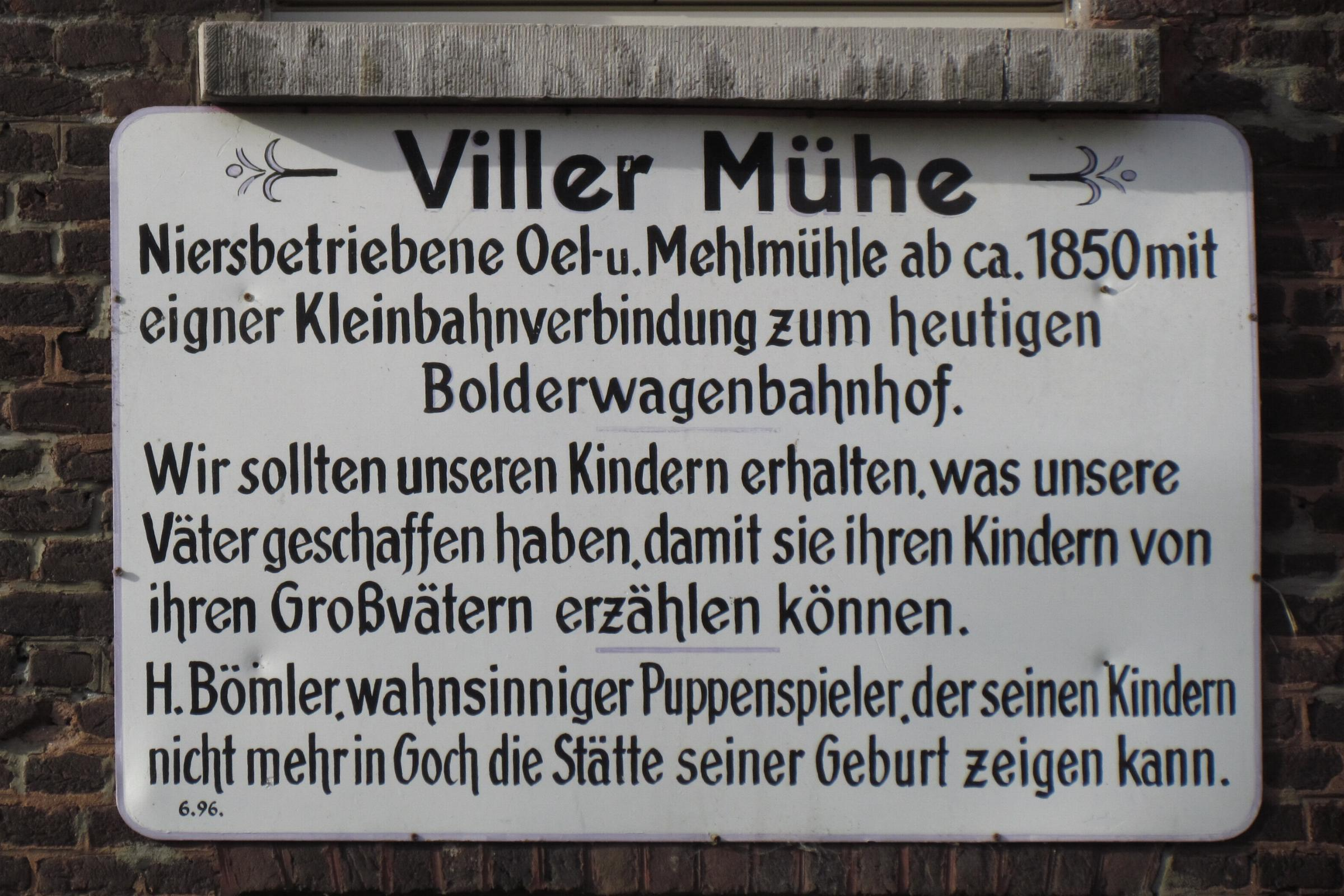
Infotafel zur Viller Mühle
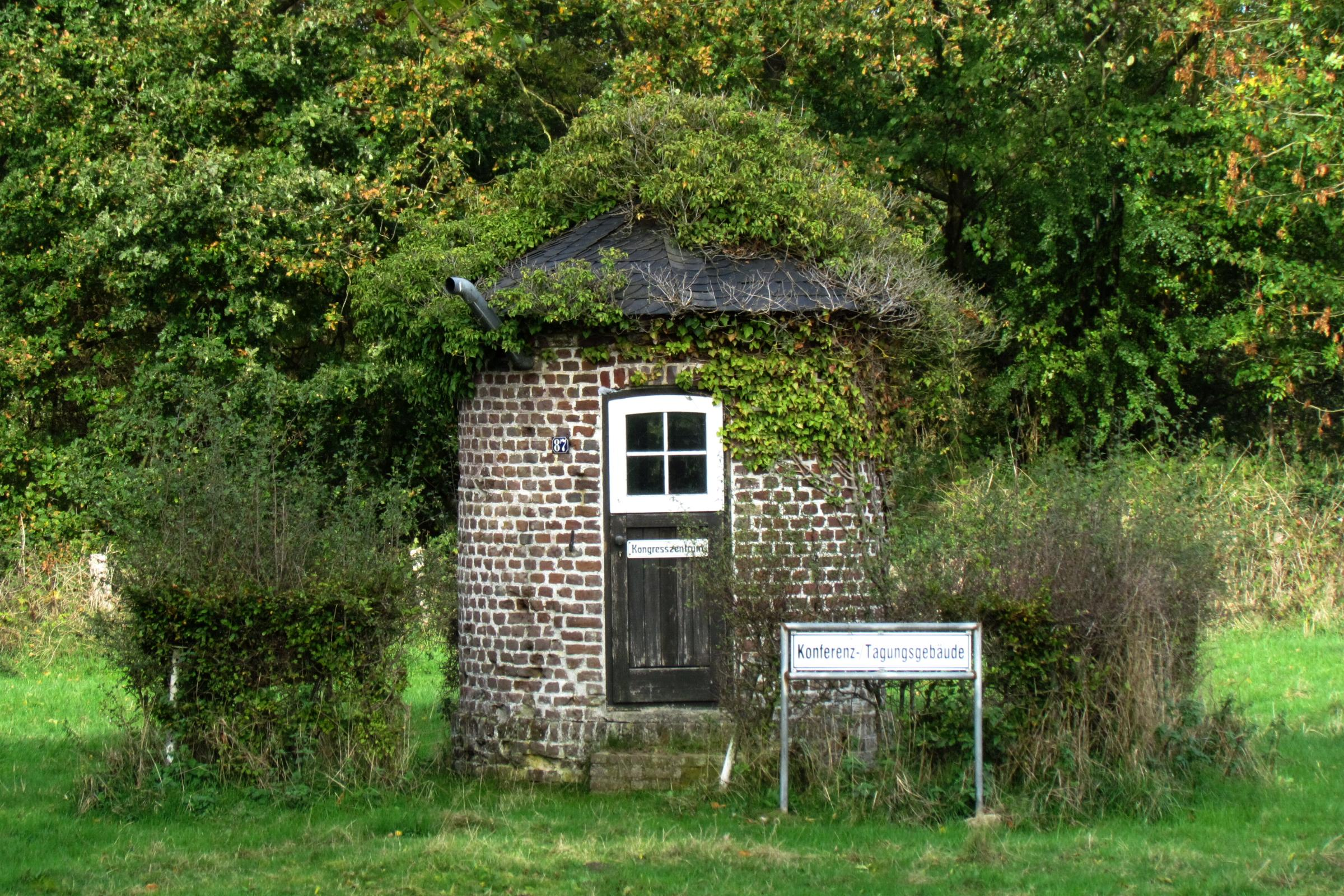
Pegelhaus der Viller Mühle
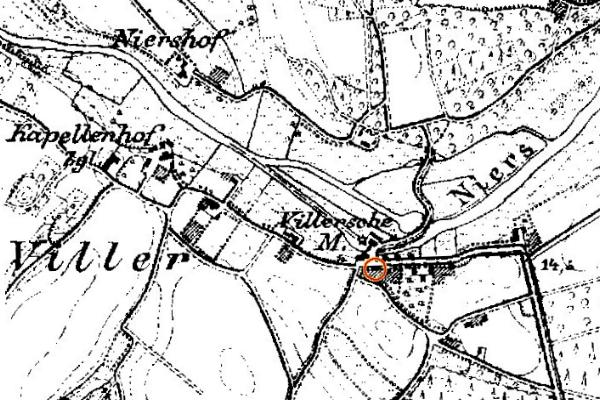
Viller Mühle auf der Neuaufnahme 1892
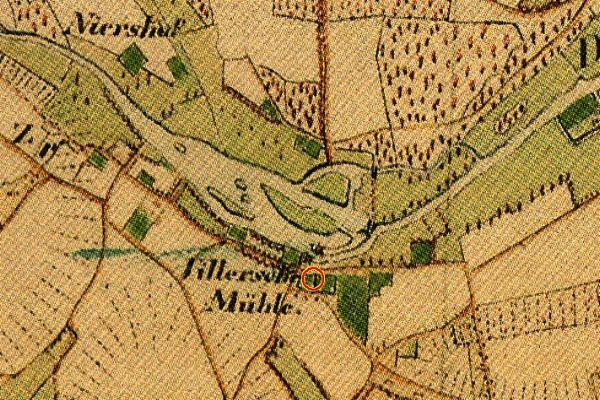
Viller Mühle auf der Urkatasterkarte 1843
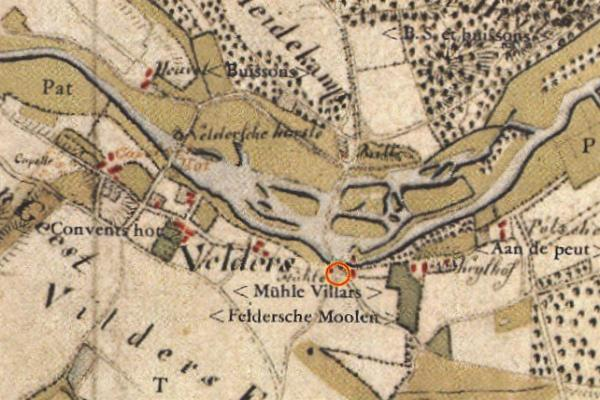
Viller Mühle auf der Tranchotkarte 1802
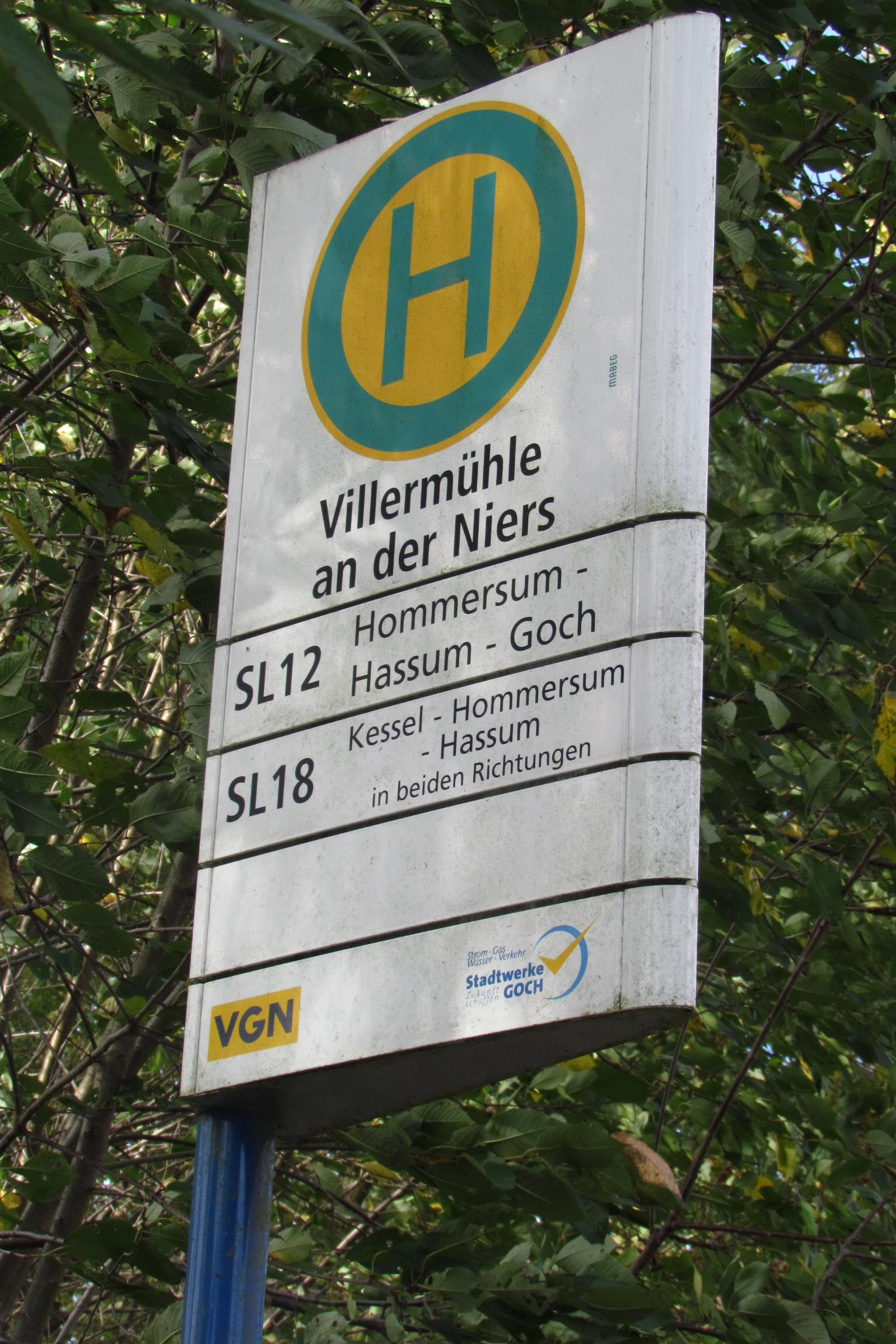
Bushaltestelle Viller Mühle